# První starosti
První starosti je název knihy, kterou napsala Jacqueline Wilsonová. Knihu vydalo v roce 2002 nakladatelství Art. Překlad z britského originálu obstarala Daniela Feltová.

## Děj
Kniha je o dívce Sally, která si myslí, že je tlustá a začne držet mučivou dietu. Její kamarádky Magda a Naďa si myslí, že je blázen.Sally se čím dál více boří do problému zvaný mentální anorexie. Nakonec najde pomoc u její spolužačky Zoe, která tuhle smrtící nemoc už má a Sally nechce skončit jako ona.